# Nino Paraíba
Nino Paraíba (Rio Tinto, Brasil, 10 de enero de 1986) es un futbolista brasileño que jugó como defensor (lateral) en el Paysandu SC del Campeonato Brasileño de Serie C.

## Trayectoria
Nino Paraíba, de 35 años, ingresará a su cuarto año como atleta Tricolor.
Severino do Ramo Clemente da Silva jugará, en 2021, la Serie A del Brasileirão por undécima vez. Además de Bahía, también compitió en el evento para Ponte Preta, Avaí y Vitória.
Fue en Vitória donde Nino ganó prominencia nacional por sus principales características. Allí, el ala derecha estuvo entre las temporadas de 2009 y 2014.
También estuvo en el Náutico y en dos clubes de fútbol de Paraíba: Sousa y Campinense.